# Acacia multipinnata
Acacia multipinnata é uma espécie de leguminosa do gênero Acacia, pertencente à família Fabaceae.